# The Widow (singolo)
The Widow è un singolo del gruppo musicale statunitense The Mars Volta, pubblicato nel 2005 come primo estratto dal secondo album in studio Frances the Mute.

## Tracce
Testi di Cedric Bixler-Zavala, musiche di Omar A Rodríguez-López.
1. Frances the Mute – 14:38
2. The Widow (Edit) – 3:19

## Formazione
- Cedric Bixler Zavala – voce
- Omar A Rodríguez-López – chitarra, sintetizzatore, field recording
- Jon Theodore – batteria
- Juan Alderete de la Peña – basso
- Ikey Owens – tastiera
- Marcel Rodríguez-López – percussioni, tastiera

Produzione
- Omar A Rodríguez-López – produzione
- Rich Costey – missaggio

## Classifiche
| Classifica (2005)             | Posizione massima |
| ----------------------------- | ----------------- |
| Regno Unito                   | 20                |
| Stati Uniti                   | 95                |
| Stati Uniti (mainstream rock) | 25                |